# Valea Roșie (sit SCI)
Valea Roșie este un sit de importanță comunitară (SCI) desemnat în scopul protejării biodiversității și menținerii într-o stare de conservare favorabilă a florei spontane și faunei sălbatice, precum și a habitatelor naturale de interes comunitar aflate în arealul zonei protejate. Aceasta este situată în vestul Transilvaniei, pe teritoriul județului Bihor.

## Localizare
Aria naturală se află în partea central-vestică a județului Bihor, pe teritoriul administrativ al municipiului Oradea și pe cele ale comunelor Ineu și Paleu.

## Înființare
Zona a fost declarată sit de importanță comunitară prin Ordinul Ministerului Mediului și Dezvoltării Durabile Nr.1964 din 13 decembrie 2007 (privind instituirea regimului de arie naturală protejată a siturilor de importanță comunitară, ca parte integrantă a rețelei ecologice europene Natura 2000 în România) și se întinde pe o suprafață de 786,7 hectare.
Situl reprezintă o zonă naturală (păduri de foioase, păduri în tranziție, pajiști naturale, pășuni, vii și livezi) încadrată în bioregiunea continentală a nord-vestului Câmpiei Crișurilor (unitate geomorfologică ce aparține Câmpiei de Vest). Acesta include o parte din rezervația naturală Fâneața Valea Roșie).

## Biodiversitate
Arealul „Valea Roșie” a fost desemnat ca sit Natura 2000, în scopul protejării biodiversității și menținerii într-o stare de conservare favorabilă a florei și faunei sălbatice, precum și a unui habitat natural (Păduri de fag de tip Asperulo-Fagetum) de interes comunitar, aflat în partea central-nordică a Câmpiei de Vest din bazinul Crișului Repede.
La baza desemnării sitului se află trei specii de amfibieni protejați prin Directiva Consiliului European 92/43/CE din 21 mai 1992 (privind conservarea habitatelor naturale și a speciilor de faună și floră sălbatică) și aflați pe lista IUCN: ivorașul-cu-burta-galbenă (Bombina variegata) buhaiul-de-baltă-cu-burta-roșie (Bombina bombina) și tritonul cu creastă (Triturus cristatus); care viețuiesc alături de: broasca-roșie-de-pădure (Rana dalmatina), broasca râioasă brună (Bufo bufo), broasca mare de lac (Rana ridibunda), precum și de o reptilă din specia Natrix natrix (năpârcă).
La nivelul ierburilor vegetează mai multe rarități floristice, printre care: stelița (Aster sedifolius ssp. canus), coada-vulpii (Alopecurus pratensis ssp. laguriformis), drob (Chamaecytisus rochelii, brebenei (Corydalis solida ssp. slivenensis), Cimicifuga europaea (plantă medicinală utilizată în bolile hepato-biliare), garofițe (din speciile: Dianthus guttatus și Dianthus trifasciculatus ssp. deserti), vicia (Vicia sparsiflora), o păpădie din specia Leontodon croceus ssp. rilaensis, clocotici (Rhinanthus borbasii), salvie (Salvia amplexicaulis), untul-vacii (Orchis morio) sau coada racului (Potentilla anserina). 

## Căi de acces
- Drumul național DN1 pe ruta: Cluj Napoca - Huedin - Aleșd - Oradea - drumul comunal DC37, până la Săldăbagiu de Munte.

## Monumente și atracții turistice
În vecinătatea sitului se află câteva obiective de interes istoric, cultural și turistic; astfel:
- Biserica romano-catolică "Sf. Treime" din Oradea, construcție 1723, monument istoric (cod LMI BH-II-m-B-01034).
- Biserica reformată din Oradea, construcție 1835-1853, monument istoric (cod LMI BH-II-m-B-01035).
- Reședința Episcopiei Ortodoxe Române (fostul palat Rimanoczy K. junior) din Oradea, construcție 1903, monument istoric (cod LMI BH-II-m-B-01038).
- Biserica romano-catolică "Maica Îndurerată", (fostă biserică a mănăstirii premonstratense) din Oradea, construcție 1741-1766, monument istoric (cod LMI BH-II-m-A-01040).
- Biserica romano catolică "Pogorârea Sf. Spirit" din Oradea, construcție 1903-1905, monument istoric (cod LMI BH-II-m-A-01044).
- Biserica de lemn "Sf. Arhangheli Mihail și Gavril" a mănăstirii "Sf. Cruce" (Oradea), construcție 1903-1905, monument istoric (cod LMI BH-II-m-B-01047).
- Teatrul de Stat din Oradea, construcție 1900, monument istoric (cod LMI BH-II-m-A-01048).
- Aria protejată Pârâul Pețea.